# Bellaria (stacja kolejowa)
Bellaria – stacja kolejowa w Bellaria-Igea Marina, w regionie Emilia-Romania, we Włoszech. Znajdują się tu 2 perony.
| Bellaria                            |  |                                 |
| Linia Ferrara – Rimini (109,168 km) |  |                                 |
| Gatteo a Mareodległość: 3,264 km    |  | Igea Marina odległość: 2,672 km |